# Arteră fibulară circumflexă
Artera fibulară circumflexă (ramură fibulară circumflexă, ramură circumflexă a arterei tibiale posterioare, artera recurentă tibială posterioară sau ramură peroneală circumflexă a arterei tibiale posterioare) este o ramură a arterei tibiale posterioare care furnizează sânge genunchiului.
Ramura arterială a arterei tibiale anterioare, la segmentul său inițial (sau superior), se înfășoară în jurul gâtului fibulei și se alătură rețelei rotuliene. 